# Piața de artă

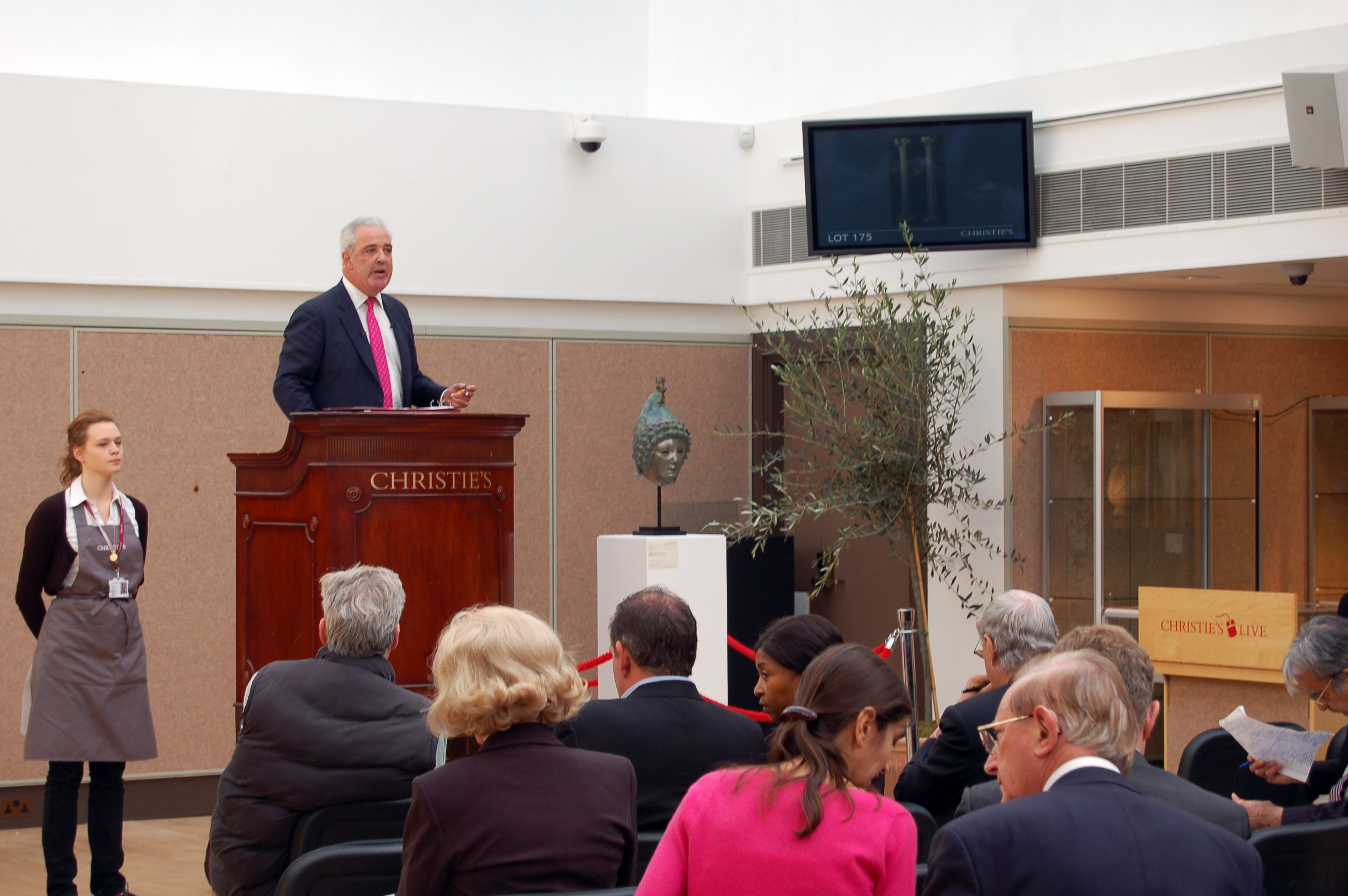
O licitație de artă la Christie's

Piața de artă este piața unde cumpărătorii și vânzătorii tranzacționează mărfuri, servicii și opere de artă.
Piața de artă activează pe un model economic care analizează mai mult decât cererea și oferta: este un tip hibrid bazat pe previziuni de marketing în cadrul cărora operele de artă sunt cumpărate și vândute pentru sume care nu sunt justificate numai de valoarea culturală a lucrării, dar și de valoarea bănească din trecut și cea prevăzută pentru viitor. Piața a fost descrisă drept locul unde producătorii nu lucrează doar pentru a vinde, unde cumpărătorii nu au întotdeauna idee de valoarea lucrurilor pe care le cumpără și unde intermediarii cer ramburs pentru lucruri pe care nu le-au mai văzut niciodată la cumpărători cu care nu au mai lucrat niciodată. Mai mult decât atât, piața nu este transparentă; vânzările private înregistrate nu sunt accesibile în mod sistematic, iar acestea reprezintă o jumătate dintre tranzacțiile pieței.

## Economia
Spre deosebire de piețele de valori unde milioane de oameni și firme participă în cumpărarea și vânzarea  intereselor financiare sau a pieței de mărfuri, acolo unde sunt luate măsuri de schimb ale materiilor prime și primare pe baza unor contracte standardizate, activitatea pieței de artă urmărește pe larg cererea unui grup mai limitat de colecționari privați, muzee, și mari corporații ca fiind principalii participanți de pe piață. Piața artei este văzută în sine ca un microcosmos: își numără colecționarii în sute, pe când piața de valori îi numără în milioane . Unul dintre scriitorii de artă a răspuns la întrebarea: „Consideri că lumea artei este un microcosmos cu alte granițe, comunitățile puternice?” cu următoarea observație: „Nu sunt sigur că este un microcosmos sau forma lucrurilor ce au să vină. Este o manie internațională ." Corporațiile colecționare, totuși, pot avea un important impact disparat asupra pieței, de exemplu, Spear  a raportat în 2015 că British Rail a început să investească în artă pentru fondul de pensii începând cu 1974 (înaintea privatizării ), cheltuind aproape 40 milioane de lire sau aproximativ 3% din fondurile sale în artă, înainte de a vinde acele bunuri în perioada 1987 – 1999 . British Rail Pension a înregistrat un profit anual de 11,3% datorită mai multor factori particulari ai pieței din acea vreme. Eforturile British Rail au înregistrat profit, în special datorită portofoliului Impresionist, însă colecția fusese lichidată deoarece ajunsese să fie privită ca o zonă de investiții nelegitimă, mai ales că investițiile alternative au devenit disponibile . De asemenea, deoarece operele de artă nu sunt fungibile precum stocurile, acestea au dificultăți în evaluare care nu afectează în mod similar valorile , cu dinamici pe care Karpik le numește singularități .
În consecință, deoarece numărul participanților pe piața artei este mult mai mic decât pe piața de valori sau de mărfuri, operele de artă nu sunt fungibile, iar evaluarea artei se bazează în mare măsură pe recomandările și entuziasmul mai multor analiști de marketing specializați, aceste limitări impun fiecare la rândul ei o dimensiune a pieței și cresc riscul ca unele obiecte să fie supraevaluate sau subestimate.
Piața artei se pliază ciclic pe activități care în general își ating apogeul primăvara sau toamna, atunci când cele mai importante case de licitații programează vânzări, iar ca rezultat, piața devine mai degrabă sezonieră decât permanentă . Dacă vânzările private au loc tot timpul anului, aceste vânzări nu sunt întotdeauna mediatizate precum licitațiile, iar astfel nu afectează piața până când nu devin cunoscute.
Evaluarea operelor de artă realizată pentru o  licitație din toamnă pot fi nerealistă pentru următorul sezon de licitație de primăvară întrucât norocul pe piață într-un sezon îi poate afecta activitatea din sezonul următor, iar piața de capital are un impact semnificativ pentru piața artei . Instabilitatea pe piața de capital cauzează de cele mai multe ori instabilitate pe piața artei, așa cum s-a întâmplat cu contractarea pieței de artă din timpul  crizei financiare din 2008-2009, când vânzările Sotheby's, Christie's și Phillips de Pury &amp; Company erau la jumătate față de anul precedent: în Noiembrie 2008, 803,3 milioane de dolari comparativ cu Noiembrie 2007, cu 1,75 milioane de dolari; și între 2000 și 2003 când volumul anual al operelor de artă vândute la licitații a scăzut sub 36% . În alte cazuri, piața artei se poate descurca destul de bine împotriva instabilității stocurilor, așa cum s-a întâmplat din Ianuarie 1997 până în mai 2004, atunci când fluctuația medie trimestrială a Indexului Global Artprice a fost de două sau de trei ori mai mică comparativ cu aceeași statistică realizată de Dow Jones Media industrială și S&P 500 . 
Pe măsură ce veniturile participanților pe piața artei scad sau cresc, puterea de cumpărare evoluează și afectează capacitatea participanților de a-și permite lucrări extrem de apreciate, ceea ce are ca rezultat intrarea, ieșirea sau reintrarea pe piață a unor noi cumpărători și vânzători iar o operă de artă vândută pentru a compensa pierderile de pe piața financiară ar putea fi vândute cu mult mai mult sau cu mult mai puțin decât prețul de plecare de la licitație . Spre sfârșitul anilor 1980, în perioada de creștere a pieței de capital, piața artei sa extins la rândul său, mai întâi la nivelul prețurilor care au atins noi limite, iar mai apoi la nivelul firmelor de investiții care s-au arătat mai interesate de piața artei și au început să o studieze îndeaproape  . În mod simultan, piața anterioară de artă, netransparentă, a devenit mai accesibilă cu ajutorul creșterii indicilor și al datelor online , cu toate că cercetătorii au descoperit estimări de preț subiective în casele de licitații . Uneori, arta are un stil tranzitiv care îi poate afecta și valoarea: ceva ce se vinde bine pentru o perioadă poate fi înlocuit pe piață de noi stiluri și idei în scurt timp. De exemplu, în primăvara anului 2008, un colecționar a oferit peste 80 de milioane de dolari pentru iepurele din oțel inoxidabil al lui Jeff Koons și, totuși, un an mai târziu, din patru lucrări scoase la licitațiile de toamnă la Christie's și Sotheby's din New York, doar două dintre piesele sale s-au vândut bine, iar unul nu a reușit deloc să fie vândut . În 2011, Christie a vândut sculptura lui Koons, Balloon Flower cu 16,9 milioane de dolari .

## Piețe primare și secundare
Piața artei în ansamblu este afectată de cele două părți principale ale sale: piața primară a artei, unde noi opere de arta apar pe piață pentru prima dată și piața secundară, pentru operele deja existente care au fost vândute cel puțin o dată înainte. Odată ce o lucrare este vândută pe piața primară, ea ajunge pe piața secundară, iar prețul pentru care a fost vândută pe piața primară are o influență directă asupra valorii sale pe piața secundară. Cererea și oferta influențează mai mult piața secundară decât piața primară, deoarece lucrările noi pe piață, în mare parte artă contemporană, nu au un istoric de piață pentru a realiza o analiza predictivă și, prin urmare, evaluarea unei astfel de lucrări devine mai dificilă și mai speculativă . Promovarea galeriilor, a dealerilor, a consultantul și a agenților, precum și colecționarii care acționează drept consumatori alfa (trend-setters) sunt forțele care acționează în evaluarea lucrărilor de pe piața primară.

### Bariere la intrarea pe piață
La fel ca în cazul acțiunilor companiilor de tip blue-chip, lucrările realizate de artiști „blue-chip” sau cunoscuți sunt apreciate, în general, mai mult decât lucrările unor artiști necunoscuți, deoarece este greu de prezis la ce preț se va vinde opera unui artist necunoscut sau dacă se va vinde. Barierele ridicate la intrarea artiștilor   creează un deficit al cererii și ofertei pieței, crescând la rândul lor prețurile și ridicând probleme de eficiență  .În timp ce o barieră ridicată la intrarea pe piață poate avea ca rezultat un număr mai mic de producători de lucrări de artă la nivel de licitație și o predictibilitate mai mare a pieței în virtutea acelui grup mai mic și, prin urmare, măsuri de evaluare mai fiabile, efectul său axiomatic este mai mic, o diversitate artistică cu impact negativ asupra dimensiunii grupului de cumpărători . Din acest motiv, cei care expun în galerii și comercianții de artă iau în considerare ce tipuri de lucrări sunt în vogă în prezent înainte de a decide să reprezinte un nou artist și sunt extrem de selectivi în acele alegeri pentru a menține un nivel de calitate care poate fi vândut. Toate aceste preocupări sunt în joc atunci când cei care expun în galerii stabilesc prețuri pentru artiștii emergenți la un nivel mult mai mic decât pentru artiștii consacrați.
Această selectivitate poate fi practicată și din partea cumpărătorilor, având în vedere că cei care expun în galerii sunt selectivi cu privire la cumpărători . Ca o altă formă de comunicare, aceasta se face în primul rând pentru a proteja prețurile de potențialele pericole ale speculațiilor , sau ceea ce Velthuis numește „controlul biografiei” operei de artă .

### Transparența pieței
Odată cu criza financiară mondială din 2007–2012, piața artei s-a confruntat cu critici pentru lipsa sa de transparență din cauza metodelor sale de evaluare bizantine și a lipsei comportamentului etic determinat de insuficiențele structurale de pe piață. Ca răspuns, a avut loc o dezbatere în 2009 între membrii care stabilesc evaluarea pe piața artei cu propunerea că „piața artei este mai puțin etică decât piața de valori”. La sfârșitul dezbaterii, audiența a stabilit că cei care dezbat în acord cu propunerea au câștigat dezbaterea .O remarcă deosebită în dezbatere a fost identificarea „licitării candelabrelor” practică percepută ca fiind discutabilă din punct de vedere etic. Debitorii au descris „licitarea candelabrelor” ca oferte de la candelabru sau oferte dintr-o sursă necunoscută, adică atât licitarea de către casele de licitații în numele vânzătorilor ale căror obiecte casele sunt licitate (un conflict de interese), cât și licitarea de către persoane neidentificate ofertanții care nu au intenția de a cumpăra, ci licitarea pentru a crește prețurile, toate practicate pentru că casele de licitații țin secret de ofertanți prețul de rezervă al vânzătorului .
În 2011, de asemenea, ca răspuns la criticile privind lipsa transparenței pieței și contraargumentele că o mai mare transparență ar distruge piața , The Art Newspaper, în asociere cu Asociația Dealerilor de Artă din America, a convocat o discuție în cadrul Summit-ul industriei de artă între principalele piețe de artă factorii de decizie, unde membrii panelului au discutat dacă este nevoie de mai multă transparență . Membrii comisei de artă au argumentat dacă casele de licitații au încorporat conflicte de interese prin reprezentarea vânzătorilor cu rezerve secrete, reprezentând în același timp cumpărătorilor evaluările inițiale ale acelor lucrări la momentul licitației. Dezbaterea a inclus, de asemenea, problema ofertelor garantate de primii și terții și dacă prețurile de rezervă ale vânzătorilor ar trebui să fie dezvăluite, astfel încât participanții să nu mai liciteze pentru un obiect pe care nu au nicio șansă să îl cumpere. Ca răspuns la criticile referitoare la licitarea candelabrelor și la ofertele garantate de terțe părți neidentificate, președintele Christie's International, Edward Dolman, a contestat că, fără o rezervă secretă, cartelurile ilegale ale ofertanților ar cunoaște din timp informații care le-ar putea facilita manipularea pieței și corupția evaluării finale. prin preț de vânzare la licitație .
Odată ce slăbiciunile pieței artei (în special lipsa transparenței și conflictele de interese) devin mai cunoscute, au început conversații externe serioase despre reglementarea pieței în rândul actorilor principali de pe piață; de exemplu, Financial Times  a menționat că la începutul anului 2015, participanții la reuniunea Forumului Economic Mondial din ianuarie au participat la un seminar de prânz în care vorbitorul a avertizat că piața mondială a artei trebuie reglementată din cauza slăbiciunilor sistemice care permit tranzacționarea informațiilor privilegiate, evaziunea fiscală, și spălarea banilor .
În ceea ce privește cercetarea academică, se lucrează la opacitatea formării prețurilor în domeniul finanțelor și economiei  , în timp ce activitatea de contabilitate critică evidențiază dificultățile extreme în calcularea valorii actuale a unei opere de artă folosind prețurile de vânzare la licitație ale unor opere de artă comparabile .

## Structura pieței casei de licitații
Sfârșitul anilor 1980 a fost o perioadă de vârf pentru casele de licitații de artă. Cu toate acestea, la începutul anului 1990, piața s-a prăbușit. SUA a depășit UE ca fiind cea mai mare piață de artă din lume  cu o cotă globală de 47% până în 2001 . Pe locul al doilea, cota de piață mondială a Regatului Unit se situează în jurul valorii de 25%. În Europa continentală, Franța a fost liderul pieței, în timp ce în Asia, Hong Kong își continuă poziția dominantă. Ponderea Franței pe piața artei a fost erodată progresiv începând cu anii 1950, când era locația dominantă, iar vânzările la Drouot le-au depășit pe cele ale Sotheby's și Christie's combinate . În 2004, cifra de afaceri pe piața mondială a artelor plastice a fost estimată la miliarde . Vânzările de licitații de artă au atins un record de miliarde în 2007, alimentate de licitații speculative pentru artiști precum Damien Hirst, Jeff Koons și Richard Prince . Creșterea recentă a pieței de artă chineză, atât în ceea ce privește mărimea vânzărilor sale interne, cât și semnificația internațională a cumpărătorilor săi, combinată cu un bogat patrimoniu cultural de artă și antichități, a produs o imensă piață internă și a pus capăt duopolului deținut de Londra și New York de peste 50 de ani .

### Concurenți
Christie's și Sotheby's sunt principalele locuri de licitație. În 2002, LVMH  a achiziționat firma elvețiană de consultanță în artă de Pury & Luxembourg și a fuzionat-o cu Phillips pentru a forma Phillips de Pury &amp Company, cu scopul de a sparge duopolul în vârful pieței.

### Segmente
Licitațiile de artă plastică se desfășoară, în general, separat pentru arta impresionistă și modernă, precum și pentru arta postbelică și contemporană . Lucrările lui Pablo Picasso rămân foarte râvnite. În 2008, Damien Hirst a stabilit un record mondial la vânzările la licitație de către un artist în viață. Cu toate acestea, în 2009, vânzările anuale ale licitației Hirst au scăzut cu 93% .

### Estimări
"Estimările" reflectă adesea ambițiile expeditorului la fel de mult ca și în opinia considerată de specialistul în licitație. Nu reflectă comisioane. Pentru a asigura transporturile, casele de licitație acordă estimări ridicate pentru a se potrivi cerințelor proprietarilor de artă. Înainte de o licitație, cumpărătorii interesați apelează, de obicei, la sfatul specialistului la casa de licitație, care citează estimarea și recomandă adesea să treacă dincolo pentru a asigura articolul .

### Comisioane și prima cumpărătorului
Casele de licitație funcționează prin contract în numele vânzătorilor de bunuri, percepând vânătorilor un comision fix în valoare de 1 procent din "prețul ciocanului", pentru care se vinde un lot. Christie's și-a publicat comisioanele în septembrie 1995, cu taxele sale variind de la 20% la mai puțin costisitoare până la 2% la loturile vândute peste m; Sotheby i-a urmat exemplul. Pentru Phillips de Pury & Company, prețurile finale includ comisionul de 25% din primul 20% din următorul milion și 12% din rest, cu estimări care nu reflectă comisioane
.Obiectele vândute sunt, de asemenea, supuse unei taxe suplimentare "prima cumpărătorului", 15% fiind tipic, termenul implicând faptul că, în virtutea vânzării unui obiect, casa de licitații prestează un serviciu cumpărătorului sub formă de remunerație. Astfel, atât vânzătorul, cât și cumpărătorul unui obiect sau lot vândut de marile case de licitații plătesc o taxă. Implementată pentru prima dată în 1975 de Christie's, evaluarea primei unui cumpărător este una dintre numeroasele practici ale casei de licitații cărora li se opun dealerii de artă.

### Taxe bazate pe performanță
Începând din 2014, Christie a perceput 2% din prețul unei lucrări care îndeplinește sau depășește estimarea sa ridicată. Taxa nu se aplică numai vânzărilor online .

### Garanții
O casă de licitații poate oferi un preț de vânzare garantat sau „minim garantat”, o practică menită să ofere vânzătorilor încredere în livrarea lucrărilor și să ofere potențialilor ofertanți reasigurarea că există alte persoane dispuse să cumpere un articol . Casele de licitații au oferit garanții încă de la începutul anilor 1970 pentru a încuraja colecționarii să-și vândă lucrările de artă: The Art Newspaper a raportat că garanțiile au fost introduse pentru prima dată în 1971 la Sotheby's, când au fost oferite 47 de tablouri semnate Kandinsky și alte lucrări de la Muzeul Guggenheim cu un minim garantat; aranjamente similare au urmat în 1972 și 1973 pentru colecțiile Ritter și Scull  . O sumă garantată este, în general, aproape de estimarea mai mică, vânzătorul și casa de licitații împărțind orice sumă care depășește minimul garantat . În toamna anului 2008, când piața a suferit un declin, Christie's și Sotheby's au fost nevoiți să plătească cel puțin milioane de lucrări pentru care au garantat un preț minim, dar care nu au reușit să se vândă. Pentru a-și reduce expunerea la astfel de pierderi, a stimula piața și a reduce volatilitatea, principalele case de licitații preferă acum ca terții să își asume acest risc financiar prin „garanții terțe” sau „oferte irevocabile”: folosind această practică  casele de licitații vând o lucrare către o terță parte pentru un preț minim înainte de licitație și acest preț de vânzare devine apoi „rezerva” sub care opera de artă nu va fi vândută. Dacă licitarea pentru lucrări specificate se oprește la prețul minim, care rămâne nedivulgat, „terțul” achiziționează lotul; în cazul în care licitația depășește rezerva, terțul împarte orice profit din vânzarea sa cu expeditorul și cu casa de licitații, procentul care revine fiecărei părți variază în funcție de tranzacție . Aceste proporții, niciodată dezvăluite publicului, sunt negociate înainte de o licitație și specificate în contractul semnat de casa de licitații și de terț .

### Vânzări online

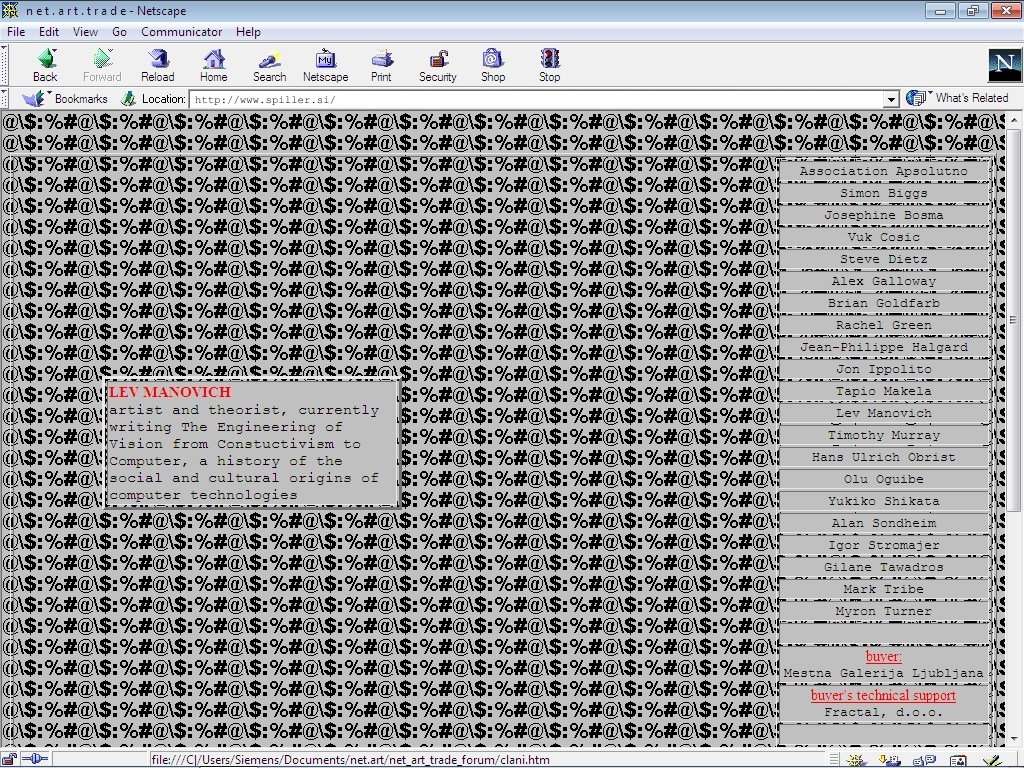
O captură de ecran net.art.trade a lui Teo Spiller

În Mai 1999, Teo Spiller a vândut un proiect de artă web Megatronix către Muzeul Municipal Ljublijana, care a fost anunțat de New York Times ca fiind prima vânzare a unui web art net.art .
În 2003, Sotheby's și-a abandonat parteneriatul cu eBay după ce a pierdut milioane prin diferitele sale încercări de a vinde arta plastică pe internet .

## Piața neagră
În plus față de practicile de susținere, există o piață neagră în domeniul artei, care este strâns legată de furtul de artă și falsificarea operelor de artă. Nici o casă de licitații sau dealeri nu admit în mod deschis participarea la piața neagră din cauza ilegalității sale, dar expunerile sugerează probleme pe scară largă în domeniu. Deoarece cererea de obiecte de artă este mare, iar securitatea în multe părți ale lumii este scăzută, există și un comerț înfloritor de antichități ilicite dobândite prin jafuri . Deși comunitatea de artă condamnă aproape universal furtul, deoarece are ca rezultat distrugerea siturilor arheologice, arta furată rămâne paradoxal omniprezentă. Războiul este corelat cu astfel de jafuri, așa cum demonstrează recentele jafuri arheologice din Irak.